# Kim Collins
Kim Collins (1976. április 5. –) világbajnok Saint Kitts és Nevis-i atléta.
A 2003-as atlétikai világbajnokságon Párizsban a trinidadi Darrel Brown és a brit Darren Campbell előtt lett világbajnok 100 méteren.
Ezen kívül négy bronzérmet szerzett szabadtéri világbajnokságokon. 2001-ben Edmontonban 200 méteren, 2005-ben Helsinkiben és 2011-ben Teguban száz méteren, illetve szintén 2011-ben a 4 x 100 méteres váltóval lett bronzérmes.
Öt olimpián vett részt 1996-tól 2012-ig. Legjobb eredménye 100 méteren a 2004-ben Athénban szerzett 6. helyezés. Illetve 200 méteren szintén 6. lett 2008-ban Pekingben.
A fedett pályás világbajnokságon két ezüst-, a Nemzetközösségi játékokon egy aranyérmet szerzett.
A 2012-es londoni olimpián a 100 méteres selejtező futamok után hazája szövetsége megvonta tőle az olimpiai akkreditációt, mivel elhagyta a csapat szállását, azért hogy a feleségével lehessen.
Hazájában világbajnoki győzelme tiszteletére 2010-ben győzelme napját augusztus 25.-ét "Kim Collins Nap"-nak nyilvánították.

## Egyéni legjobbjai
Szabadtér
- 100 méter - 9,96
- 200 méter - 20,20

Fedett
- 50 méter - 5,75
- 55 méter - 6,24
- 60 méter - 6,47
- 200 méter - 20,52